# Wasroos
De wasroos (Anemonia viridis) is een zeeanemonensoort uit de familie Actiniidae. De wetenschappelijke naam van de soort werd in 1775 als Priapus viridis gepubliceerd door Peter Forsskål.

## Beschrijving
Deze grote anemoon heeft lange buigzame tentakels die grijsbruin of felgroen van kleur zijn. De groene variant heeft paarse/roze punten aan de tentakels. De groene kleur wordt vaak toegeschreven aan de aanwezigheid van symbiotische algen in de tentakels, maar is eigenlijk het resultaat van de aanwezigheid van groen fluorescerend eiwit dat aanwezig is in koralen, zeeanemonen en sommige andere neteldieren. Kenmerkend is dat de tentakels zich zelden terugtrekken in de zuil, die roodachtig of grijsbruin is. Gemiddeld is de wasroos 8 cm breed.
Het anemoonweefsel bevat symbiotische algen (zoöxanthellen). Wanneer het aantal algen afneemt, kan de anemoon dofgrijs van kleur worden. De algen hebben licht nodig om te groeien, dus wasrozen zijn te vinden op plekken waar het zonlicht goed doordringt.

## Verspreiding
Het verspreidingsgebied van de wasroos is de oostelijke Atlantische Oceaan, vanaf Noorwegen en Groot-Brittannië zuidwaarts tot aan het Middellandse Zeegebied. De mediterrane populatie, die vroeger als onderdeel van dezelfde soort werd beschouwd, wordt nu aangenomen dat het de aparte soort Anemonia sulcata is. Hoewel de Noordzee binnen het verspreidingsgebied van de wasroos valt, is de soort in de Nederlandse kustwateren zeldzaam. Tot nu toe zijn er zijn slechts enkele keren individuen waargenomen.
Deze dieren hebben een voorkeur voor plaatsen waar doorgaans veel licht is. De wasroos komt vooral voor in het intergetijdengebied, vooral in poelen vanaf halftij naar beneden, tot op 20 meter diepte in het sublitoraal. Deze soort is veelvuldig aanwezig op de bladeren van zeegras (bijvoorbeeld Zostera marina).

## Voortplanting
In tegenstelling tot andere neteldieren, missen anemonen (en andere Anthozoa) het vrijzwemmende medusastadium van de levenscyclus volledig; de poliep produceert eieren en sperma, en de bevruchte eicel (zygote) ontwikkelt zich tot een planula-larve die zich in een later stadium op een harde ondergrond of op grote wieren vastzet om uit te groeien tot een volwassen anemoon. Daarnaast kan de wasroos zichzelf voortplanten door overlangse (longitudinale) deling. Deze ongeslachtelijke vorm van voortplanting gebeurt relatief snel: tussen vijf minuten en twee uur tijd heeft de anemoon nodig om zich in twee nieuwe individuen op te splitsen.